# Stenoptilia stenodactyla
Stenoptilia stenodactyla is een vlinder uit de familie van de vedermotten (Pterophoridae). De wetenschappelijke naam van de soort is voor het eerst geldig gepubliceerd in 1930 door Turati & Fiori.